# MoneyGram
MoneyGram International, Inc. é uma empresa estadunidense de pagamentos P2P cross-border e transferência de dinheiro com sede nos Estados Unidos e sede em Dallas, Texas. Tem um centro de operações em St. Louis Park, Minnesota e escritórios regionais e locais em todo o mundo. Os negócios da MoneyGram são divididos em duas categorias: Global Funds Transfers e Financial Paper Products.
Em 2014, a MoneyGram era o segundo maior provedor de transferências de dinheiro do mundo. A empresa opera em mais de 200 países e territórios com uma rede global de cerca de 347 mil escritórios de agentes.